# Mulukukú
Mulukukú är en kommun i Nicaragua med 42 032 invånare (2012). Den ligger i den autonoma regionen Costa Caribe Norte, i den centrala delen av landet, 180 km nordost om huvudstaden Managua. Mulukukú är Nicaraguas yngsta kommun, grundad 2005.

## Geografi
Mulukukú ligger längs landsvägen mellan huvudstaden Managua och den karibiska hamnstaden Bilwi. Kommunens centralort Mulukukú, med 4 283 invånare (2005), ligger på båda sidor om den viktiga bron över floden Río Tuma.
Mulukukú gränsar till kommunerna Siuna i norr, Prinzapolka och La Cruz de Río Grande i öster, Paiwas  söder, samt till Río Blanco och Waslala i väster.

## Natur
Floden Río Tuma rinner genom den södra delen av kommunen, från väster till öster. Nära kommunens centralort Mulukukú, ligger Mulukukúfallen.

## Historia
Mulukukú var tidigare en del av kommunerna Paiwas och Siuna, men blev 2005 en självständig kommun.